# Primaderma
Primaderma is een geslacht van uitgestorven reptielen dat behoort tot de Squamata. Het leefde tussen het Vroeg-Krijt en het Laat-Krijt (Albien - Cenomanien, ongeveer 105-100 miljoen jaar geleden). Zijn fossiele resten werden gevonden in Noord-Amerika (Utah).

## Naamgeving
In 1995 meldde Randall Nydam de vondst van een hagedissenfossiel in Emery County, Utah.
In 2000, toen meer materiaal was gevonden, benoemde Nydam de typesoort Primaderma nessovi. De geslachtsnaam betekent 'de eerste huid', een verwijzing naar het zijn van de oudste vondst die op de Helodermatidae lijkt. Het Grieks derma is onzijdig en dus zou de naam eigenlijk 'Primumderma' moeten luiden, maar derma kan ook gezien worden als Neolatijn waarin het een vrouwelijk woord is. De soortaanduiding eert wijlen Lew Nesow.
Het holotype is OMNH 26742, een rechterbovenkaaksbeen. Tot de paratypen behoren een linkerdentarium, een wandbeen, een halswervel en een ruggenwervel.

## Beschrijving
De vorm van het lichaam van dit dier doet denken aan de huidige elodermen. Onder de verschillende kenmerken van Primaderma is er een bijzondere benige verbreding van de kaak die een verticale richel vormde; de tanden zijn fijn ingesprongen en vertonen veel kenmerken die veel gemeen hebben met de huidige elodermen, maar ze zijn duidelijk verstoken van gifkanalen (wel aanwezig bij de huidige vormen). Het is interessant om op te merken dat zo'n aanpassing iets later aangetroffen is: Estesia, die ongeveer twintig miljoen jaar later leefde, bezat deze eigenschap al.
Onderscheidende kenmerken ten opzichte van de Monstersauria zijn een korte voorste tak van het bovenkaaksbeen die naar boven buigt; en fijne kartelingen op de voorrand en achterrand van  de marginale tanden van het bovenskaaksbeen.

## Classificatie
Fossielen van Primaderma laten zien dat dit dier behoorde tot de Platynota, een groep hagedissen waaronder de huidige varanen en elodermen. In het bijzonder wordt dit dier beschouwd als het oudste onder de terrestrische Platynota, zelfs als leden van dezelfde groep met duidelijk aquatische gewoonten (Aigialosauridae) bekend zijn in oudere sedimenten.

## Betekenis van fossielen
De overblijfselen van dit dier wijzen op een waarschijnlijke oorsprong van de Platynota op Noord-Amerikaanse bodem; het is echter evengoed mogelijk dat deze reptielen hun oorsprong vonden in Oost-Azië en dat Primaderma een ander voorbeeld is van Aziatische invloed op de fauna van Noord-Amerika tijdens het Krijt.

## Levensstijl
Net als vergelijkbare vormen, moet Primaderma een roofzuchtig reptiel zijn geweest en heeft het waarschijnlijk op talloze kleine gewervelde dieren gejaagd. Op elodermen lijkende hagedissen lijken in de loop van hun evolutionaire geschiedenis weinig veranderd te zijn, maar hebben in de tussentijd hun kenmerkende giftige beet ontwikkeld.